# Helene Stöcker

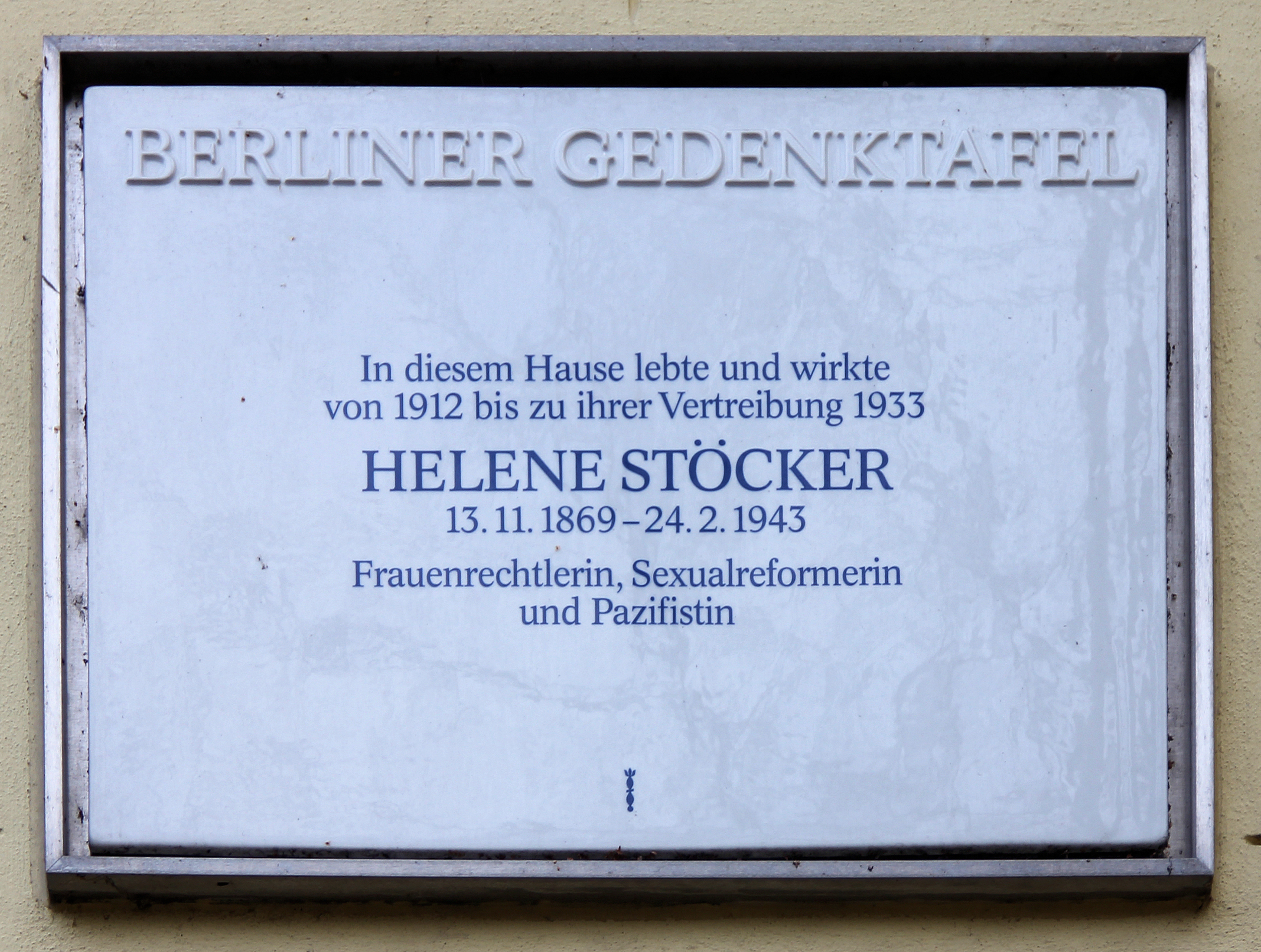
Tablica pamiątkowa Helene Stöcker w Berlinie

Helene Stöcker (ur. 13 listopada 1869 w Elberfeld; dzisiaj Wuppertal, zm. 24 lutego 1943 w Nowym Jorku) – Niemka, walcząca o prawa kobiet, reformy seksualne, pacyfistka i publicystka. W 1905 założyła Związek Ochrony Macierzyństwa (niem. Bund für Mutterschutz). W 1908 zmieniła nazwę na Niemiecka Federacja Ochrony Macierzyństwa i Reformy Seksualnej (niem. Deutscher Bund für Mutterschutz und Sexualreform). Prowadziła kampanię na rzecz niezamężnych matek i ich dzieci.

## Życiorys
Helene Stöcker urodziła się w Elberfeld jako najstarsza córka producenta tkanin – Petera Heinricha Ludwiga Stöckera i jego żony Huldy, z domu Bergmann. W latach 1879–1889 uczęszczała do miejskiej Wyższej Szkoły Córek w Elberfeld. W 1892 Stöcker przeniosła się do Berlina i brała tam udział w seminarium dla nauczycieli. Czytając Precz z orężem! Berthy von Suttner po raz pierwszy miała kontakt z pacyfizmem. Dołączyła nawet do Niemieckiego Towarzystwa Pokoju założonego przez Suttner. W 1983 Stöcker przystąpiła do egzaminu dla nauczycieli szkół wyższych, dla dziewcząt. Pod tytułem Nowoczesna kobieta publikowała swój pierwszy esej w magazynie „Freie Bühne”. W nim rozwijała model pewnej siebie, ekonomicznie niezależnej kobiety, która w żaden sposób nie jest podporządkowana mężczyźnie. W 1894–1896 uczęszczała na kursy prowadzone przez Helene Lange. W 1896, po przyjęciu na Uniwersytet Berliński Stöcker uczestniczyła w zajęciach z zakresu historii literatury, filozofii i ekonomii. Studiowała między innymi u Georga Simmela. W tamtym czasie założyła związek studiujących kobiet – (niem. Verein Studierender Frauen) i prowadziła wykład na temat Friedricha Nietzsche i kobiet. W 1897 Stöcker odwiedziła Nietzsche w Weimarze. Analiza jego filozofii miała decydujący wpływ na opracowaną przez Stöcker teorię „nowej etyki”.
W latach 1897–1898 pracowała dla filozofa, Wilhelma Diltheya przy biografii Friedricha Schleiermachera. 18 maja 1898 w swoim pierwszym wystąpieniu publicznym na spotkaniu protestacyjnym Związku edukacji kobiet – studia kobiet – (niem. Verein Frauenbildung – Frauenstudien) Stöcker wezwała do bezpłatnego dostępu do instytucji edukacyjnych i równości kobiet wśród obywateli. W tamtym czasie była jednym ze współzałożycieli Stowarzyszenia Postępowych Stowarzyszeń Kobiet – (niem. Verbands fortschrittlicher Frauenvereine). W latach 1898–1899 kontynuowała studia w Glasgow. W 1900 przeniosła się do Berna, aby tam ukończyć studia. W 1901 Stöcker obroniła pracę doktorską na uniwersytecie w Bernie. Tytuł jej pracy brzmiał: O spojrzeniu na sztukę w XVIII wieku. Od Johanna Joachima Winckelmanna do Wilhelma Heinricha Wackenrodera. W 1901–1905 była wykładowcą na uniwersytecie Lessinga w Berlinie. W 1903–1904 przejęła redakcję magazynu „Frauenrundschau”. 5 stycznia 1905 Stöcker wraz z przedstawicielami proletariackiego ruchu kobiecego, takimi, jak Lily Braun i Henriette Fürth, założyła „Stowarzyszenie na rzecz ochrony macierzyństwa i reformy seksualnej”. Rząd federalny dążył do zmniejszenia uprzedzeń wobec niezamężnych matek i ich dzieci oraz do poprawy sytuacji prawnej i społecznej.
W latach 1905–1932 Stöcker publikowała magazyn „Ochrona macierzyństwa” (niem. „Mutterschutz”'), od 1908 „Nowa generacja” (niem. „Die Neue Generation”), organu Federacji Ochrony Macierzyństwa (niem. „Bund für Mutterschutz”). Stöcker propagowała swoje idee „nowej etyki”, której podstawą było prawo kobiety do samostanowienia nad ciałem i seksualnością. Zarówno kobiety jak i mężczyźni powinni mieć możliwość swobodnego i niezależnego przeżywania swojej seksualności poza małżeństwem. Jej zdaniem miłość nie była jedyną uzasadnioną podstawą jakiegokolwiek związku seksualnego, jedynie małżeństwa.
W 1908 otworzono pierwsze dwa domy Federacji Ochrony Macierzyństwa w Berlinie i we Frankfurcie nad Menem. W dniach 6–9 października, zgodnie z sugestią Stöcker, Zgromadzenie Ogólne Federacji Niemieckich Stowarzyszeń Kobiet domagało się bezkarności aborcji i usunięcia § 218. Niestety większość delegatów odrzuciła wniosek. W dniach 28–29 lipca 1910 Stöcker brała udział w Międzynarodowym Kongresie Neomalthusa w Hadze, gdzie omawiane były opcje regulowania i ograniczania urodzeń. W swoim wykładzie reprezentowała prawo kobiety do antykoncepcji.
W 1912 niemieckie stowarzyszenie kobiet odrzuciło wniosek Federacji ochrony macierzyństwa wbrew woli Stöcker ze względu na cele reformy seksualnej.

### Czasy wojny
W latach 1914–1918, podczas I wojny światowej Stöcker stała się radykalną pacyfistką. W 1915 uczestniczyła jako delegat na Międzynarodowym Kongresie Kobiet dla Pokoju w Hadze. 3 grudnia 1916 Stöcker na zgromadzeniu ogólnym pacyfistycznego biura centralnego – „rada prawa międzynarodowego” została wybrana do zarządu. W 1919 brała udział w Międzynarodowej Konferencji Pokoju Kobiet w Zurychu i założyła fundację Międzynarodowej Ligi Kobiet na rzecz Pokoju i Wolności. W 1921 Stöcker była jednym z założycieli „Międzynarodowych przeciwników służby wojskowej” w Bilthoven, w Holandii. W 1922 wydano jej jedyną powieść – Miłość (niem. Liebe), która ma silne cechy autobiograficzne i wyraża idee moralne Stöcker.
25–26 października tego samego roku zgromadzenie ogólne „Federacji Ochrony Macierzyństwa” decydowało o nowych wytycznych, które zostały opracowane przy znacznym udziale Stöcker. Ograniczenie ochrony macierzyństwa i reformy seksualnej zostało zniesione, a zaangażowanie na rzecz pacyfizmu wysuwało się na pierwszy plan. W latach 1922–1932 Stöcker była członkiem zarządu „Niemieckiej Ligi Praw Człowieka”. 1 czerwca 1923 współzałożyła „Towarzystwo Przyjaciół Nowej Rosji”. W 1926 Stöcker dołączyła do „Grupy rewolucyjnych pacyfistów”, która w swoim programie opisywała kapitalistyczny porządek społeczny jako główne źródło wojny. W 1928 brała udział w drugim Międzynarodowym Kongresie Reformy Seksualnej w Kopenhadze.
13 listopada 1929 pojawiła się pamiątkowa publikacja w związku z sześćdziesiątymi urodzinami Stöcker, która uznała jej pracę na rzecz emancypacji kobiet, zwłaszcza w dziedzinie ochrony macierzyństwa, oraz jej zaangażowaniu na rzecz pokoju.
28 lutego 1933, po dojściu do władzy narodowych socjalistów Stöcker wyemigrowała do Zurychu. Z akt tajnej policji (Gestapo) z 1937 wynika, że unieważniono jej przynależność do Rzeszy, jej doktorat też został unieważniony. Narodowi socjaliści skonfiskowali jej depozyty bankowe i zniszczyli skrzynki z jej manuskryptami. 9 marca 1938 została pozbawiona obywatelstwa niemieckiego. W 1940 przeprowadziła się do Szwecji. W 1941 Stöcker wyemigrowała do Stanów Zjednoczonych przez Związek Radziecki. Tam intensywnie pracowała nad swoją autobiografią, której nigdy nie ukończyła.
23 lutego 1943 Helene Stöcker zmarła w Nowym Jorku.

## Życie prywatne
W 1905 Stöcker poznała berlińskiego prawnika, Brunona Springera, z którym pozostawała w związku partnerskim aż do jego śmierci. Jej partner życiowy zmarł 12 lutego 1931.

## Publikacje
- 1904: Zur Kunstanschauung des 18. Jahrhunderts: Von Winckelmann bis zu Wackenroder,
- 1906: Die Liebe und die Frauen. Ein Manifest der Emanzipation von Frau und Mann im deutschen Kaiserreich,
- 1910: Krisenmache. Eine Abfertigung,
- 1912: Ehe und Konkubinat,
- 1912: Karoline Michaelis. Briefe,
- 1915: Zehn Jahre Mutterschutz,
- 1915: Geschlechterpsychologie und Krieg,
- 1916: Sexualpädagogik, Krieg und Mutterschutz,
- 1916: Moderne Bevölkerungspolitik,
- 1916: Petitionen des Deutschen Bundes für Mutterschutz 1905–1916,
- 1916: Resolutionen des Deutschen Bundes für Mutterschutz 1905–1916,
- 1920: Die Liebe der Zukunft,
- 1921: Das Werden der neuen Moral,
- 1922: Liebe,
- 1924: Erotik und Altruismus,
- 1928: Verkünder und Verwirklicher. Beiträge zum Gewaltproblem.